# Reale
Reale eller realgenus är ett genus i svenska och flera andra språk. I svenskan tillhör i praktiken alla de substantiv, vilka har den bestämda artikeln den, genusgruppen reale.
I det svenska språket har skillnaden mellan maskulina och feminina ord i stor utsträckning upphävts och pronomina han och hon har, då de inte avser personer, ersatts med ett enda pronomen, den. 
I en nyanserad klassificering av genussystemet utesluts dock från reale de substantiv, vilka har eller har haft en klar syftning på kön, som exempelvis general eller majorska. Dessa två tillhör genusgrupperna maskulinum respektive femininum. I praktiken kan man trots detta indela det svenska genussystemet i reale och neutrum. För att markera en skarp och stringent uppdelning av systemet används i dag ofta alternativet utrum och neutrum, vilka är två varandra uteslutande och kompletterande genusgrupper.  
Exempel på substantiv med realgenus:
- Bok, boken
- Glädje, glädjen
- Karta, kartan
- Sanning, sanningen

I det svenska språket har man under 1900-talet indelat genussystemet i fyra grupper: maskulinum, femininum, reale och neutrum. På senare tid har man således förenklat klassificeringen med termerna utrum, n-ord, och neutrum, t-ord.